# 피스피사 카눔과 쥐 베이
《피스피사 카눔과 쥐 베이》(Pıspısa xanım və Siçan bəy)는 1974년 소련 시기의 아제르바이잔에서 제작된 단편 애니메이션 영화로, 1910년에 출판된 압둘라 샤이그의 동화 《Tig-tig khanum》을 원작으로 했다.

## 줄거리
카눔은 외로운 곤충이었다. 그래서 친구를 찾고 싶어했으며 얼굴을 하얗게 하고 꽃잎으로 치마를 만든 후
어떤 사람을 만났지만 카눔은 그 사람과 친구가 되는 것을 거부하게 되었다. 카눔은 또 다시 친구를 만나러 늑대와 마주쳤지만 늑대가 위협해 친구가 되지 못했다. 그런데 카눔은 위협하지 않는 쥐 베이를 만나 친구가 되었다. 베이는 카눔에게 고양이 왕의 궁정에서 벌어지는 결혼식이 있어 고양이 왕의 결혼식에 가고 말았다.
카눔은 잠시 후 고슴도치와 만났다. 강에 떨어져 헤엄쳤고 마차를 타는 고양이들에게 구출되어야 한다고 생각했다. 베이는 카눔이 강에 빠진 것을 알고서 강으로 달려갔지만 카눔은 거절했다. 베이는 돌아가고 카눔은 처음의 모습으로 돌아가고 다시 외로워졌다.

## 출연
- 젬피라 이스마일로바
- 아그하한 살마노프
- 노래: 플로라 카리모바